# Timkó János
Timkó János (1978 –) magyar színművész.

## Életpályája
1978-ban született. A Gór Nagy Mária Színitanoda elvégzése után rövid ideig a Győri Nemzeti Színházban játszott. 2017-2020 között a Színház- és Filmművészeti Egyetem hallgatója volt. Több vidéki és fővárosi színházban is szerepelt, mellette játszik filmekben, sorozatokban.

## Filmes és televíziós szerepei
- Régimódi történet (2006)
- Tűzvonalban (2007) ...Titkosszolga
- Zsaruvér és csigavér 3. (2008)
- Irdatlan iroda (2010) ...Verős Viktor
- Hurok (2016) ...Biztonsági őr
- Jóban rosszban (2017) ...Maróti Dávid
- Drága örökösök (2019) ...Haver
- Jófiúk (2019) ...Kuncsaft
- A Herceg haladék (2006)